# 蔡成勇
蔡成勇（1967年10月—），男，汉族，青海湟中人。1989年7月参加工作，1997年7月加入中国共产党，硕士学历。
历任青海省湟源县委书记、青海省玉树州政府副州长等职。2014年5月，任青海省玉树州委常委、玉树市委书记。2021年4月，任中共玉树州委书记。